# Zawłotnia
Zawłotnia (Chlamydomonas) - rodzaj glonów (zielenic) należący do rodziny zawłotniowatych. Występuje w wodach słodkich, wilgotnych glebach, na śniegu i lodzie w wysokich górach.

## Biologia
Komórki w przybliżeniu elipsoidalne (od wrzecionowatych po kuliste), czasem spłaszczone grzbieto-brzusznie, gładka ściana komórkowa. Długość 8–45 μm, szerokość 2–23 μm. Pojedynczy chloroplast, o kształcie różnym u różnych gatunków (choć często podawane, że najbardziej typowy jest kubkowaty), z maksymalnie kilkoma pirenoidami. Zwykle dwie pulsujące wakuole oraz plamka oczna w górnej części komórki. Wici z przodu komórki, dwie, równe. Jądro komórkowe pojedyncze, zwykle położone centralnie. Nie większe niż 5μm. Liczba chromosomów różna (n=8-38), nawet dla tych samych gatunków istnieją różne doniesienia. Ściana komórkowa siedmiowarstwowa zbudowana głównie z glikoprotein zawierających dużo hydroksyproliny. W niektórych opracowaniach opisywane jest, że zbudowana jest z celulozy, ale według innych badań w ogóle jej nie zawiera.
Pewne gatunki są obligatoryjnie fotoautotroficzne, a inne mogą odżywiać się związkami organicznymi (należą do tzw. wiciowców octanowych). Jedne gatunki jako źródło azotu mogą wykorzystywać tylko związki amonowe, inne w warunkach świetlnych asymilują azotany.
W czasie rozmnażania bezpłciowego w czasie kolejnych podziałów powstają zoospory tworzące własne wici lub przechodzące w stadium palmelloidalne (komórki otoczone galaretowatą substancją ulegają podziałom). Zoospory w celu wydostania się z macierzystej zarodni rozpuszczają jej ścianę przy użyciu enzymów (autolizyn), przy czym może to przyjmować formę całkowitego lub częściowego jej rozpuszczenia, także wybuchowego. Rozmnażanie płciowe następuje w procesach izogamii, anizogamii lub oogamii. Gamety mogą powstawać w warunkach stresu (niedobór źródeł azotu) lub przy zwiększonej podaży wapnia. W trakcie gametogenezy powstaje przez liczne podziały podłużne komórki macierzystej od dwóch do 64 dwuwiciowych gamet. Gamety mogą być cały czas nagie lub otoczone ścianą traconą podczas zapłodnienia. Przyciągają się chemotaktycznie dzięki działaniu glikoproteinowych aglutynin z grupy lektyn nazywanych też gamonami. Podczas zapłodnienia gamety o identycznym wyglądzie, ale różnych typach płciowych (+ i -) stykają się czubkami, a ich wici śrubowato oplatają się wzajemnie.  U niektórych gatunków gamety męskie są mniejsze od żeńskich, a te u niektórych w ogóle są pozbawione wici. Gamony żeńskie (gynogamony) są bardziej odporne na działanie wysokiej temperatury niż męskie (androgamony). Zygoty czterowiciowe, ruchliwe przez kilka godzin {planozygoty). Następnie przyjmują postać przetrwalnikową jako hypnozygoty. Mogą mieć ściany ornamentowane, ale nie jest to regułą. Kiełkując, tworzą 2–8 mejospor ruchliwych (gonozoospor) o różnych płciach. Wegetatywne komórki mogą przez zgrubienie ściany komórkowej przejść w stadium akinety.

## Ekologia

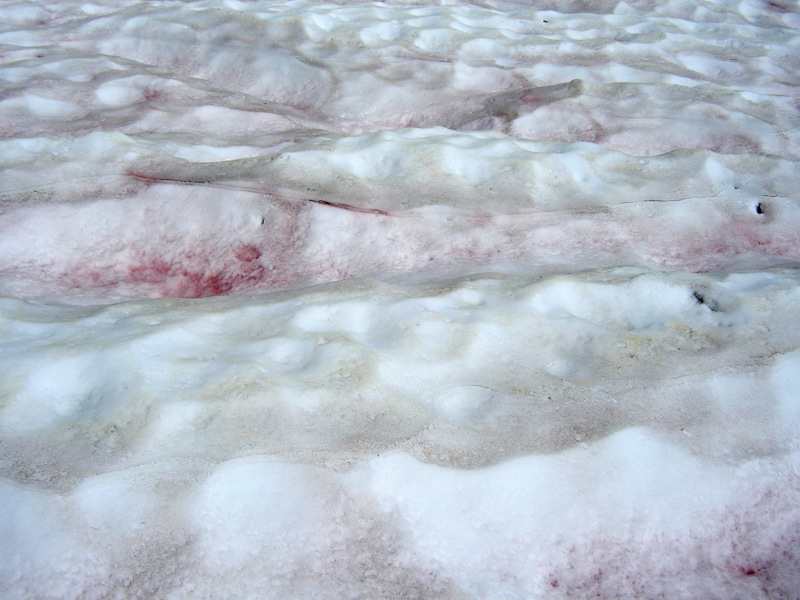
Czerwony śnieg – zakwit powodowany przez zawłotnię śnieżną

Występuje głównie w wodach słodkich, choć zdarzają się gatunki morskie. Śródlądowe siedliska obejmują nie tylko stawy i jeziora (głównie eutroficzne), gdzie wchodzą w skład fitoplanktonu i fitobentosu, ale także glebę, mokry piasek (psammon) i topniejący śnieg (krioplankton). Zakwity wody powodowane przez Chlamydomonas globosa mają charakterystyczny zapach powodowany przez wydzielany przez nią aldehyd mrówkowy, aldehyd octowy oraz keton metylowy i aceton.
Chlamydomonas provasolii i C. hedleyi są zoochlorellami w morskich otwornicach.

## Systematyka
Klasyfikacja wewnątrzrodzajowa oparta jest na kształcie chloroplastu, położeniu pirenoidów, typach autolizyn i in. Rodzaj o dużej zmienności morfologicznej i biochemicznej, także na poziomie genomu, sugerującej odrębne linie rozwojowe i podważającej monofiletyzm taksonu.
W serwisie AlgaeBase wiosną 2014 r. zgromadzono 1167 taksonów podrzędnych (gatunków i odmian) wobec rodzaju Chlamydomonas, z czego potwierdzony status miało wówczas 434 z nich, podczas gdy większość pozostałych uznano za synonimy innych gatunków zawłotni lub innego rodzaju, ewentualnie jeszcze nie potwierdzono ich statusu. Jednocześnie autorzy zaznaczyli, że taksonomia rodzaju wymaga gruntownej przebudowy. W Polsce do początku XXI w. stwierdzono ponad 80 gatunków i wyróżnionych odmian (zgodnie z systematyką z drugiej połowy XX w.), wśród których najczęściej notowano zawłotnię śnieżną (Chlamydomonas nivalis).
Niektóre gatunki zawłotni:
- zawłotnia śnieżna (Chlamydomonas nivalis)
- zawłotnia żółtozielona (Chlamydomonas flavovirens)
- Chlamydomonas reinhardtii
- Chlamydomonas moewusii